# Bâlhacu, Buzău
Bâlhacu este un sat în comuna C.A. Rosetti din județul Buzău, Muntenia, România. Se află în partea de sud-est a județului din zona de câmpie. Codul poștal al localității este 127122.